# Trauma Center: Second Opinion
Trauma Center: Second Opinion (カドゥケウスZ 2つの超執刀, Kadukeusu Zetto Futatsu no Chōshittō, Caduceus Z: Two Super Surgical Operations) est un jeu vidéo de simulation chirurgicale, développé et édité par Atlus, sorti sur Wii le 19 novembre 2006 aux États-Unis. C'est un remake de Trauma Center: Under the Knife sorti sur Nintendo DS. Ses graphismes et sa jouabilité ont été revus afin de tirer profit des capacités de la Wii.

## Système de jeu
Le gameplay a été naturellement revu et adapté aux contrôleurs de la Wii. Le Nunchuck permet de sélectionner les différents instruments de chirurgien à disposition du joueur, tandis que la Wiimote permet l'utilisation de l'outil sélectionné. Le système de reconnaissance de mouvements permet de pointer précisément un endroit de la zone à opérer.

## Scénario
Le joueur incarne le Docteur Derek Stiles, médecin novice à l'hôpital Hope dans la ville Angeles Bay. Très tôt dans le jeu, une nouvelle maladie est découverte : La TAC Toxine Anti-Immuno Cellulaire. Le Dr Stiles rejoint Caduceus, une fédération qui a éradiqué les maladies comme le Sida et le cancer. Le joueur peut aussi incarner Nozomi Weaver, une chirurgienne venue du Japon, abandonnée de son pays d'origine à cause de son pouvoir surnaturel, la Main Curatrice (Healing Touch en anglais, et Don de Guérir dans la version Under the Knife).